# HD 73131
HD 73131，又名BD+53 1269，SAO 26940、HR 3405，是一颗恒星，视星等为6.42，位于銀經165.48，銀緯37.34，其B1900.0坐标为赤經8h 31m 34.2s，赤緯+53° 37.34′ 30″。